# Tlalixcoyan (municipalité)

La municipalité de Tlalixcoyan est l'une des 212 municipalités de l'État de Veracruz, et est située dans la partie centrale de cet État. Située au sud du golfe du Mexique et faisant partie de sa plaine côtière, elle est traversée par la rivière Río Blanco, et appartient au bassin versant du fleuve Río Papaloapan. Son chef-lieu est la ville éponyme de Tlalixcoyan. Cette municipalité dépend de la région administrative de Sotavento, qui est une des 10 subdivisions administratives de l'État de Veracruz.

## Géographie
La municipalité de Tlalixcoyan s'étend d'est en ouest, de part et d'autre de la rivière Río Blanco, affluente du fleuve Río Papaloapan, qu'elle rejoint plus à l'est dans la lagune d'Alvarado. Son chef-lieu est la ville éponyme de Tlalixcoyan, qui se situe dans la partie nord de son territoire. Ce territoire couvre une superficie de 917,7 km2, et était peuplé en 2015 de 37 857 habitants, pour une densité de 41,3 habitants par km2.
La municipalité est limitrophe à l'ouest de celles de Medellín et de Cotaxtla, au sud de celle de Tierra Blanca, et à l'est de celles de Ignacio de la Llave et de Alvarado.

## Composition et démographie
La municipalité était composée en 2015 de 321 localités, dont 2 étaient considérées comme urbaines, les autres étant rurales.
| Localité            | Population |
| ------------------- | ---------- |
| Piedras Negras      | 8767       |
| Tlalixcoyan         | 3335       |
| El Cocuite          | 1683       |
| Paso de la Boca     | 982        |
| Tuzales             | 872        |
| Reste des localités | 21 398     |
| Total population    | 37 037     |

En plus de l'espagnol, plusieurs langues amérindiennes sont parlées dans la municipalité, dont les principales par ordre d'importance sont : le mazatèque, et le nahuatl.

## Histoire
Durant la période précolombienne, son territoire fut successivement sous les influences totonaques et olmèques.

## Économie

### Agriculture et élevage
La superficie des parcelles semées représentait en 2019 une surface totale de 7774 hectares, parmi lesquels 3442 hectares voués à la culture du maïs, 1554 hectares étaient des espaces de prairies voués au pâturage, et 1235 hectares voués à la culture de la canne à sucre.
En 2019, la production de viande par tonnes comprenait 5093,9 tonnes de viande bovine, 701,7 tonnes de viande porcine, 14,3 tonnes de viande ovine, 3,3 tonnes de viande caprine, 179,3 tonnes de volailles, et 9,4 tonnes de dinde. La superficie vouée à l'élevage représentait alors 53 629 hectares.